# Herma Szabo
Herma Planck-Szabo (Viena, 22 de fevereiro de 1902 – Rottenmann, 7 de maio de 1986) foi uma patinadora artística austríaca, disputando competições individuais e em duplas. Ela foi campeã olímpica em 1924, e sete vezes campeã mundial, sendo cinco vezes em provas individuais e duas em duplas.

## Principais resultados

### Individual feminino
| Resultados                                            | Resultados      | Resultados      | Resultados      | Resultados      | Resultados      | Resultados       | Resultados    | Resultados    | Resultados    | Resultados    | Resultados    | Resultados    |
| Internacional                                         | Internacional   | Internacional   | Internacional   | Internacional   | Internacional   | Internacional    | Internacional | Internacional | Internacional | Internacional | Internacional | Internacional |
| Evento/Temporada                                      | 1921– 1922      | 1922– 1923      | 1923– 1924      | 1924– 1925      | 1925– 1926      | 1926– 1927       |               |               |               |               |               |               |
| ----------------------------------------------------- | --------------- | --------------- | --------------- | --------------- | --------------- | ---------------- | ------------- | ------------- | ------------- | ------------- | ------------- | ------------- |
| Jogos Olímpicos                                       |                 |                 | Medalha de ouro |                 |                 |                  |               |               |               |               |               |               |
| Campeonato Mundial                                    | Medalha de ouro | Medalha de ouro | Medalha de ouro | Medalha de ouro | Medalha de ouro | Medalha de prata |               |               |               |               |               |               |
| Nacional                                              |                 |                 |                 |                 |                 |                  |               |               |               |               |               |               |
| Campeonato Austríaco                                  | Medalha de ouro | Medalha de ouro | Medalha de ouro | Medalha de ouro |                 | Medalha de ouro  |               |               |               |               |               |               |
|                                                       |                 |                 |                 |                 |                 |                  |               |               |               |               |               |               |
| Legenda: Competição não foi disputada nesta temporada |                 |                 |                 |                 |                 |                  |               |               |               |               |               |               |

### Duplas com Ludwig Wrede
| Resultados           | Resultados      | Resultados        | Resultados      | Resultados    | Resultados    | Resultados    | Resultados    | Resultados    | Resultados    | Resultados    | Resultados    | Resultados    |
| Internacional        | Internacional   | Internacional     | Internacional   | Internacional | Internacional | Internacional | Internacional | Internacional | Internacional | Internacional | Internacional | Internacional |
| Evento/Temporada     | 1924– 1925      | 1925– 1926        | 1926– 1927      |               |               |               |               |               |               |               |               |               |
| -------------------- | --------------- | ----------------- | --------------- | ------------- | ------------- | ------------- | ------------- | ------------- | ------------- | ------------- | ------------- | ------------- |
| Campeonato Mundial   | Medalha de ouro | Medalha de bronze | Medalha de ouro |               |               |               |               |               |               |               |               |               |
| Nacional             |                 |                   |                 |               |               |               |               |               |               |               |               |               |
| Campeonato Austríaco | Medalha de ouro | Medalha de ouro   |                 |               |               |               |               |               |               |               |               |               |